# Catasetum luridum
Catasetum luridum är en orkidéart som först beskrevs av Heinrich Friedrich Link, och fick sitt nu gällande namn av John Lindley. Catasetum luridum ingår i släktet Catasetum och familjen orkidéer. Inga underarter finns listade i Catalogue of Life.

## Bildgalleri

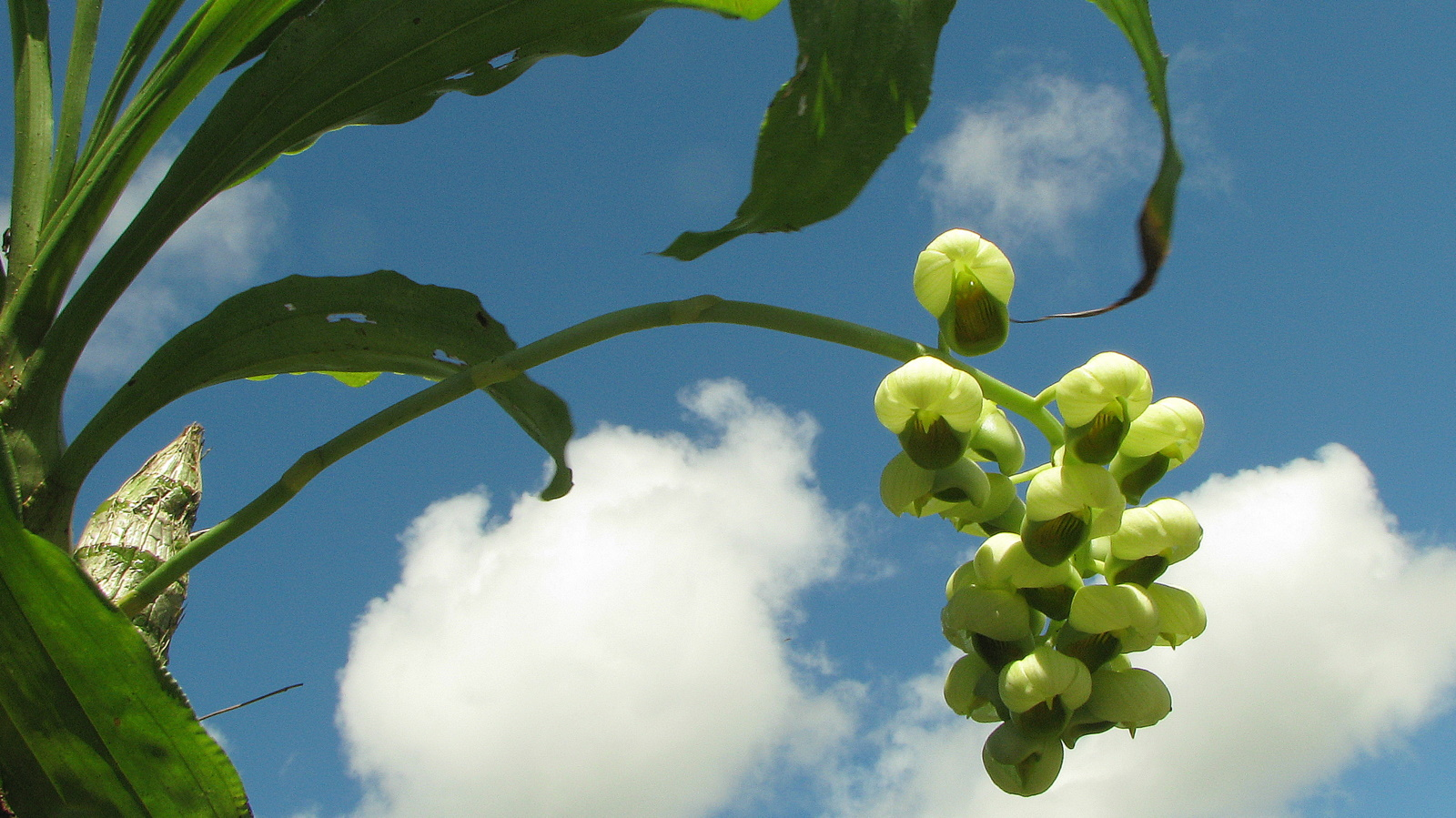
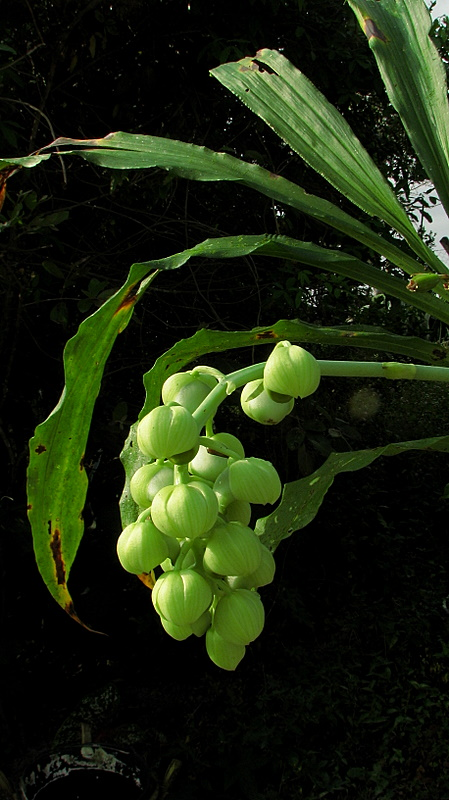
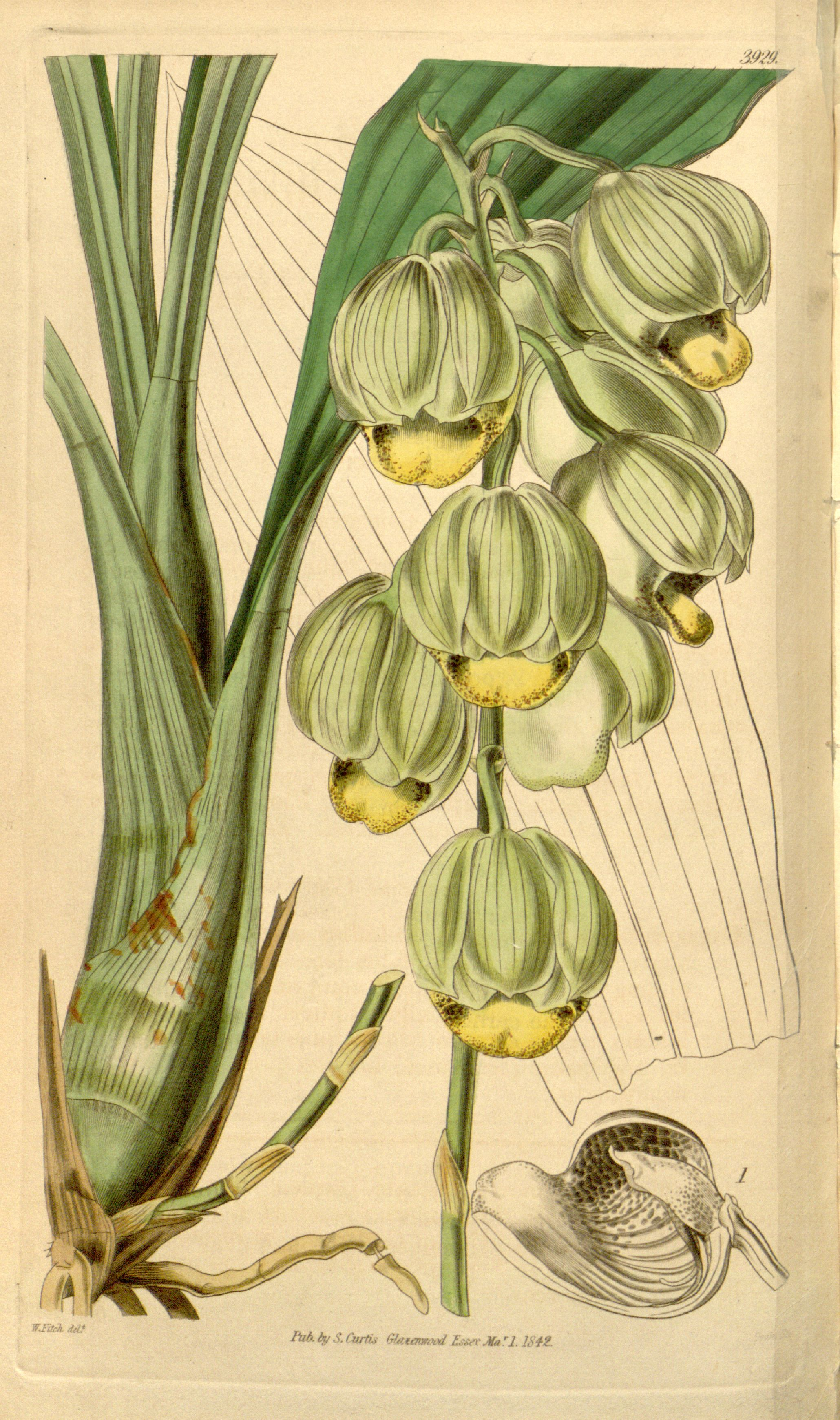
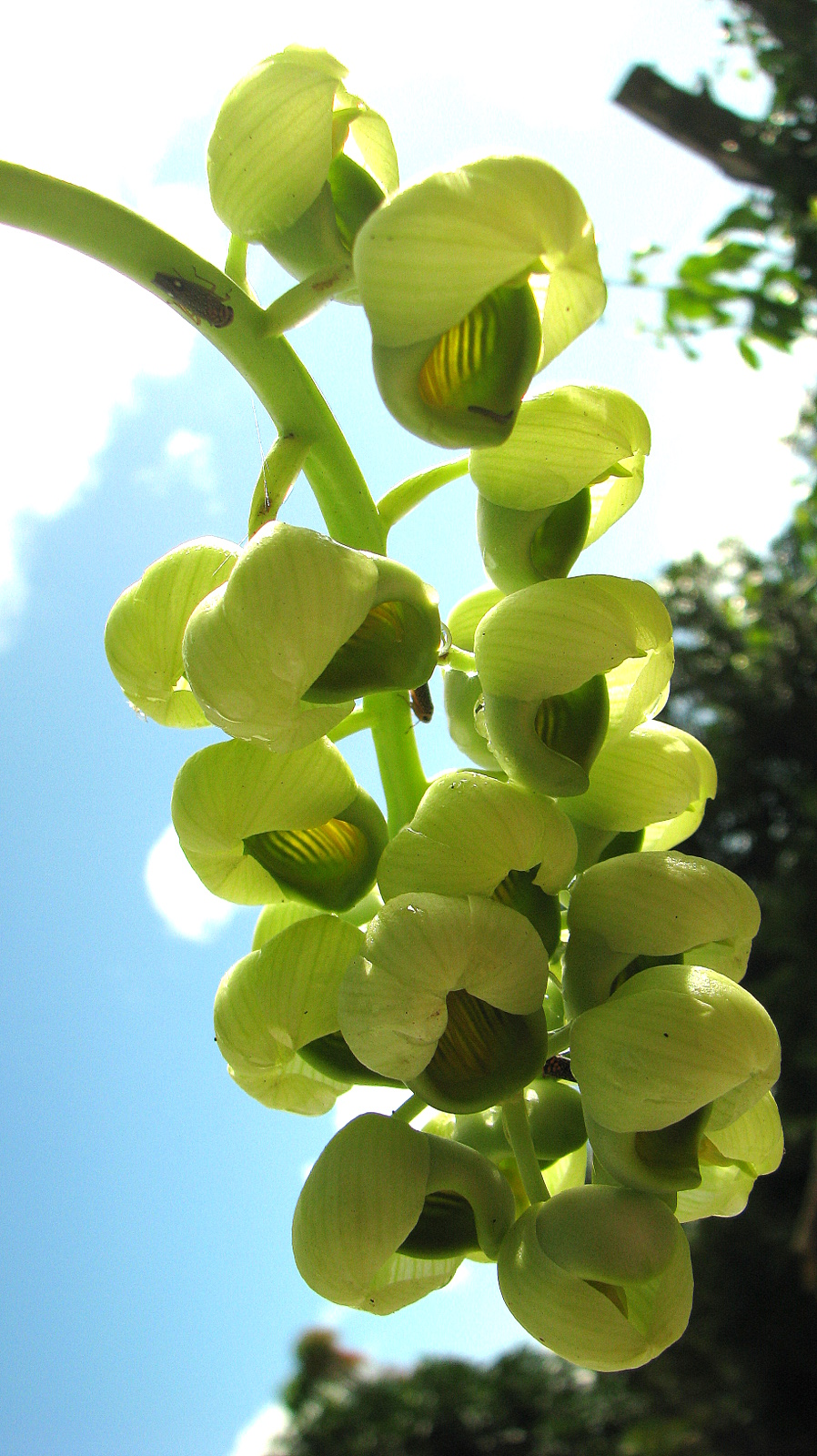
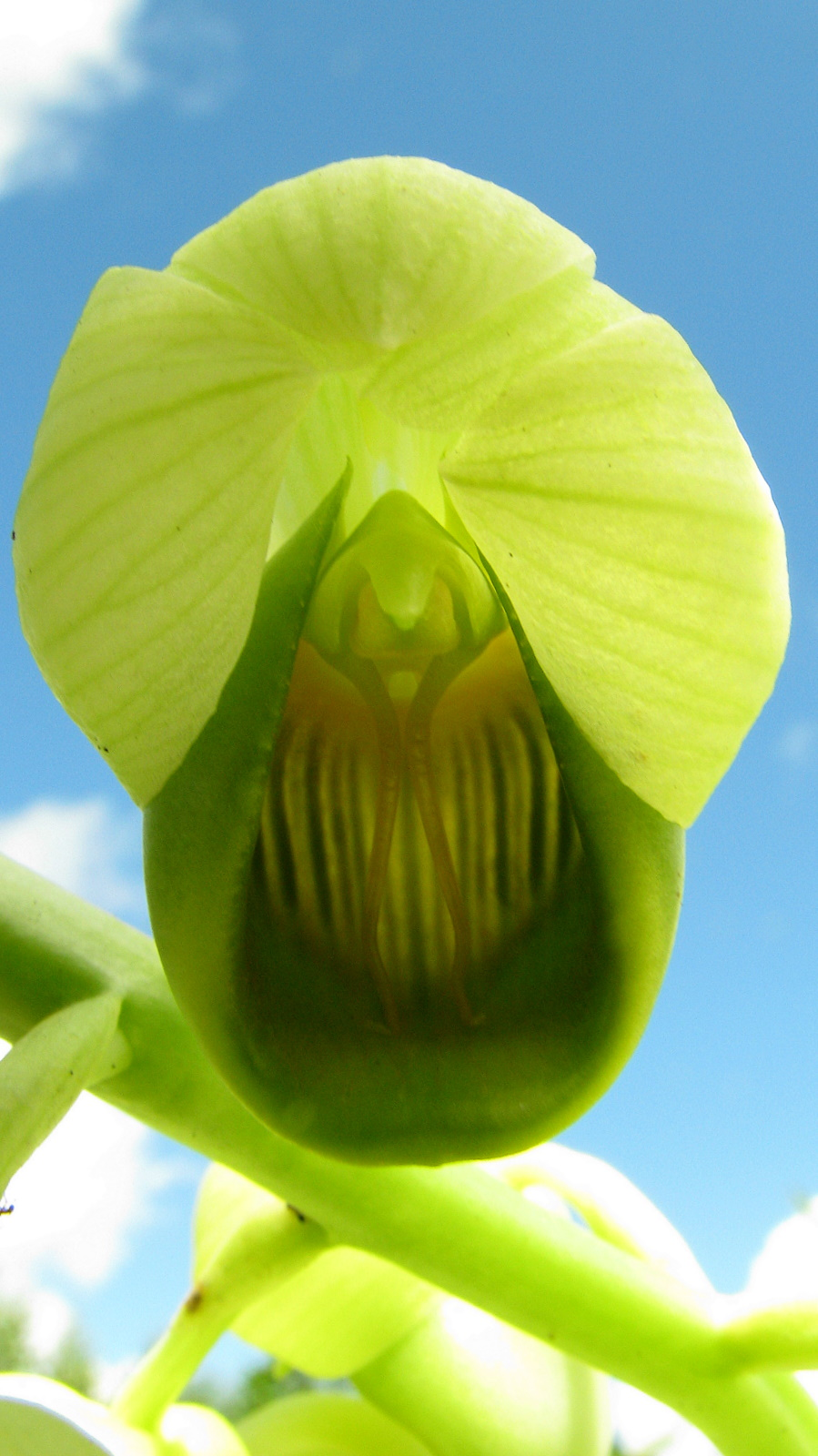
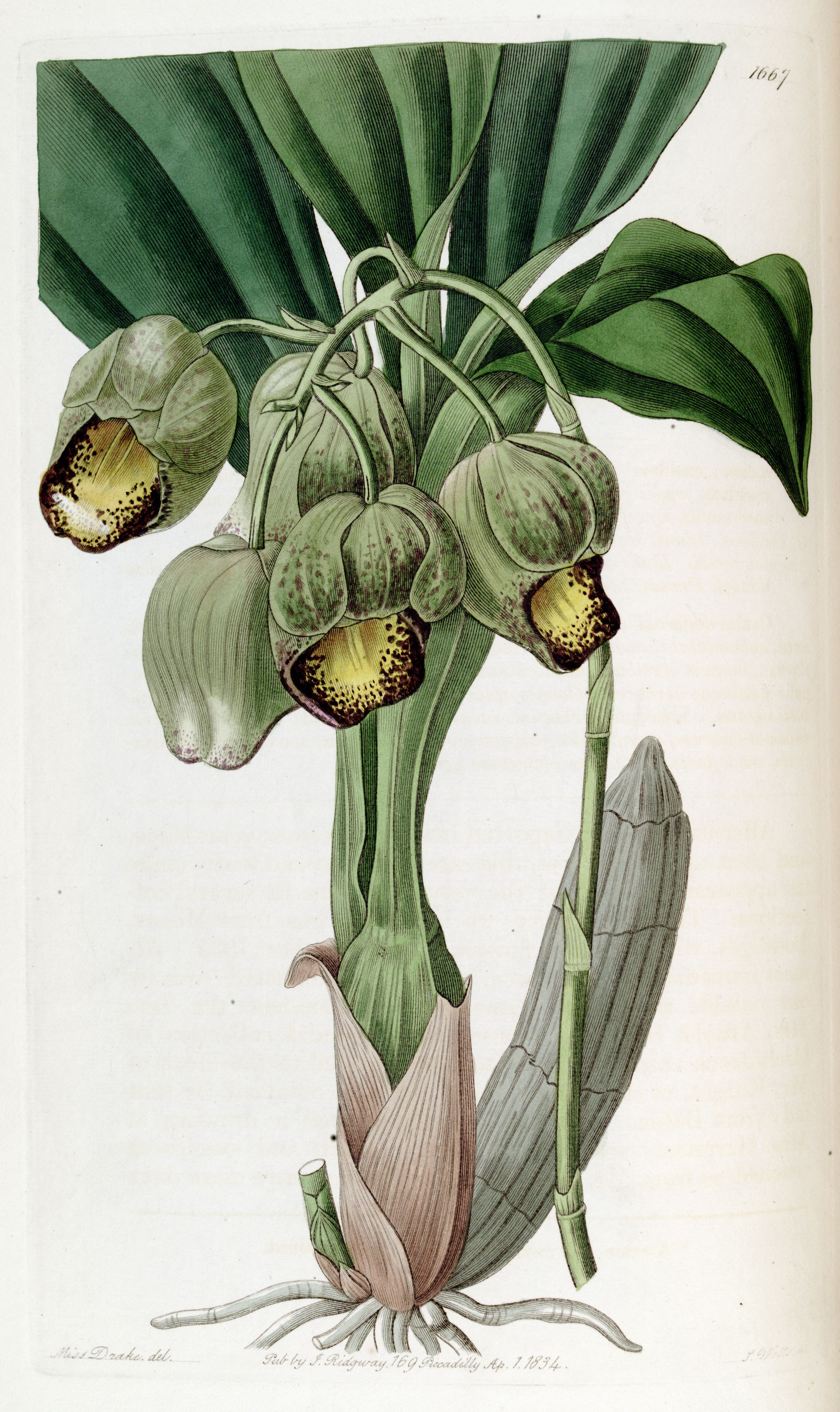